# Hotel Schweizerhof (Flims)

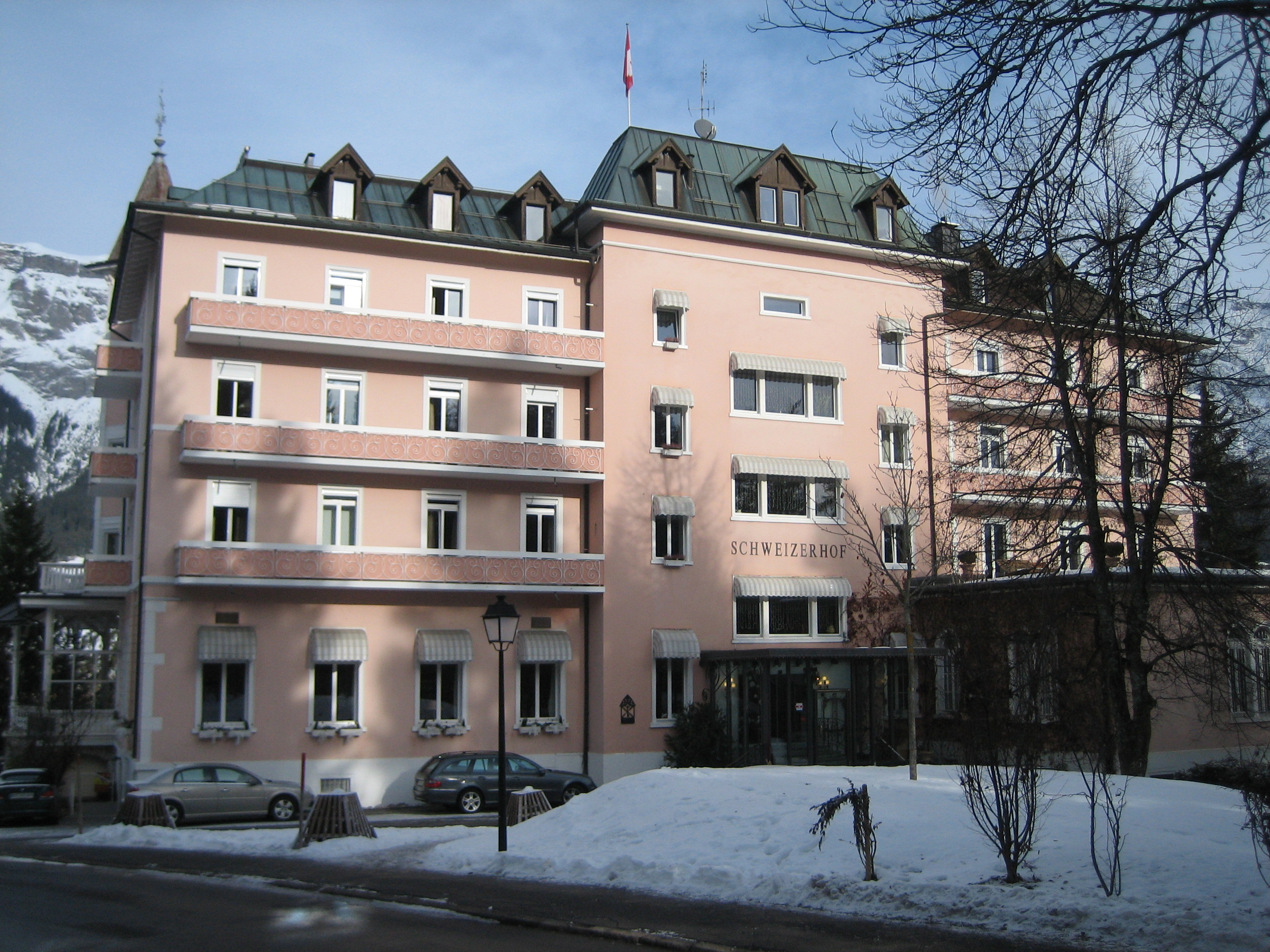
Hotel Schweizerhof

Das Hotel Schweizerhof ist ein 4-Sterne-Hotel in Flims im schweizerischen Kanton Graubünden. Es wurde 1902 erbaut, 1903 eröffnet und hat 50 Gästezimmer. Seit über 100 Jahren ist es im Besitz der Familie Schmidt. Im «Schweizerhof» aufgewachsen ist der Schweizer Filmemacher Daniel Schmid.

## Geschichte

### Hotel Segnes

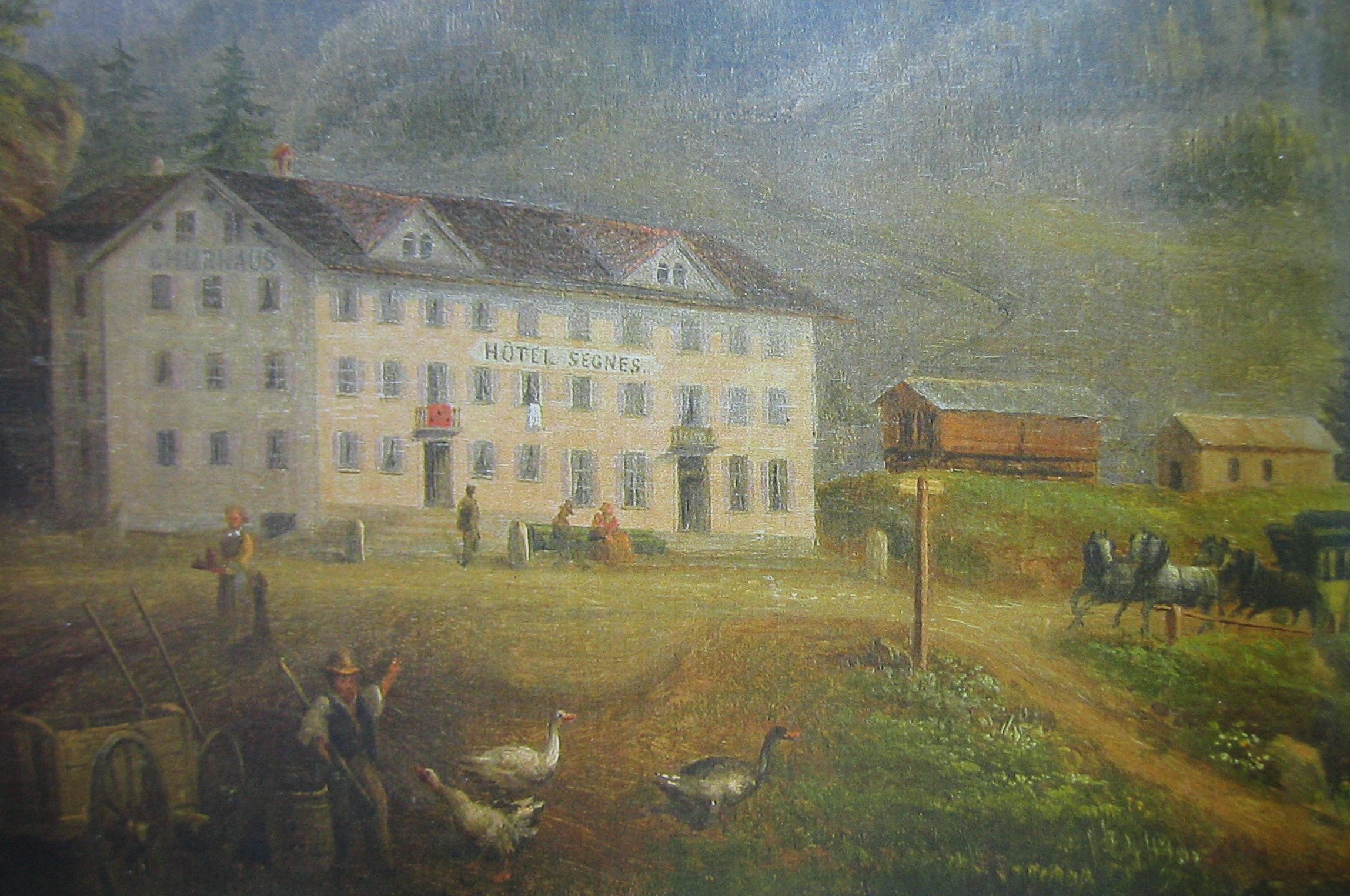
Hotel Segnes 1874

Die Geschichte des «Schweizerhofs» ist eng verknüpft mit dem ersten Gasthof in Flims; dem einfachen «Gasthaus zum Waldhaus», das in der Mitte des 19. Jahrhunderts von der Witfrau Maria Schreiber-Joos geführt wurde. Der Genfer Zeichner Rodolphe Töpffer besuchte den Gasthof 1842 mit Zöglingen seines Pensionats. Churer Familien verbrachten oft ihre Sommerferien bei der «Frau Landschreiberin».
Als die Witwe 1869 kinderlos starb, wurde die Wirtschaft unter den Einheimischen bei einem Jass versteigert. Gewinner war der Jurist und Kreispräsident Walter Candrian (1839–1890) aus Sagogn. Da er selber keine Verwendung für den gewonnenen Gasthof hatte, übernahm ihn sein Bruder Mathias, der damals in Stettin als Zuckerbäcker arbeitete. Er erweiterte ihn 1870 und entwickelte ihn zum «Hotel Segnes». Im Sommer 1873 weilte Friedrich Nietzsche vier Wochen lang im «Segnes» und äusserte sich in Briefen begeistert über die Bäder im Caumasee und die Molkenkuren.
Nach dem Tod von Mathias Candrian 1893 übernahm Walters Witwe Anna Candrian-Bazzell (1844–1924) das «Hotel Segnes» zusammen mit ihren Kindern Eva, Domenic und Mengia.

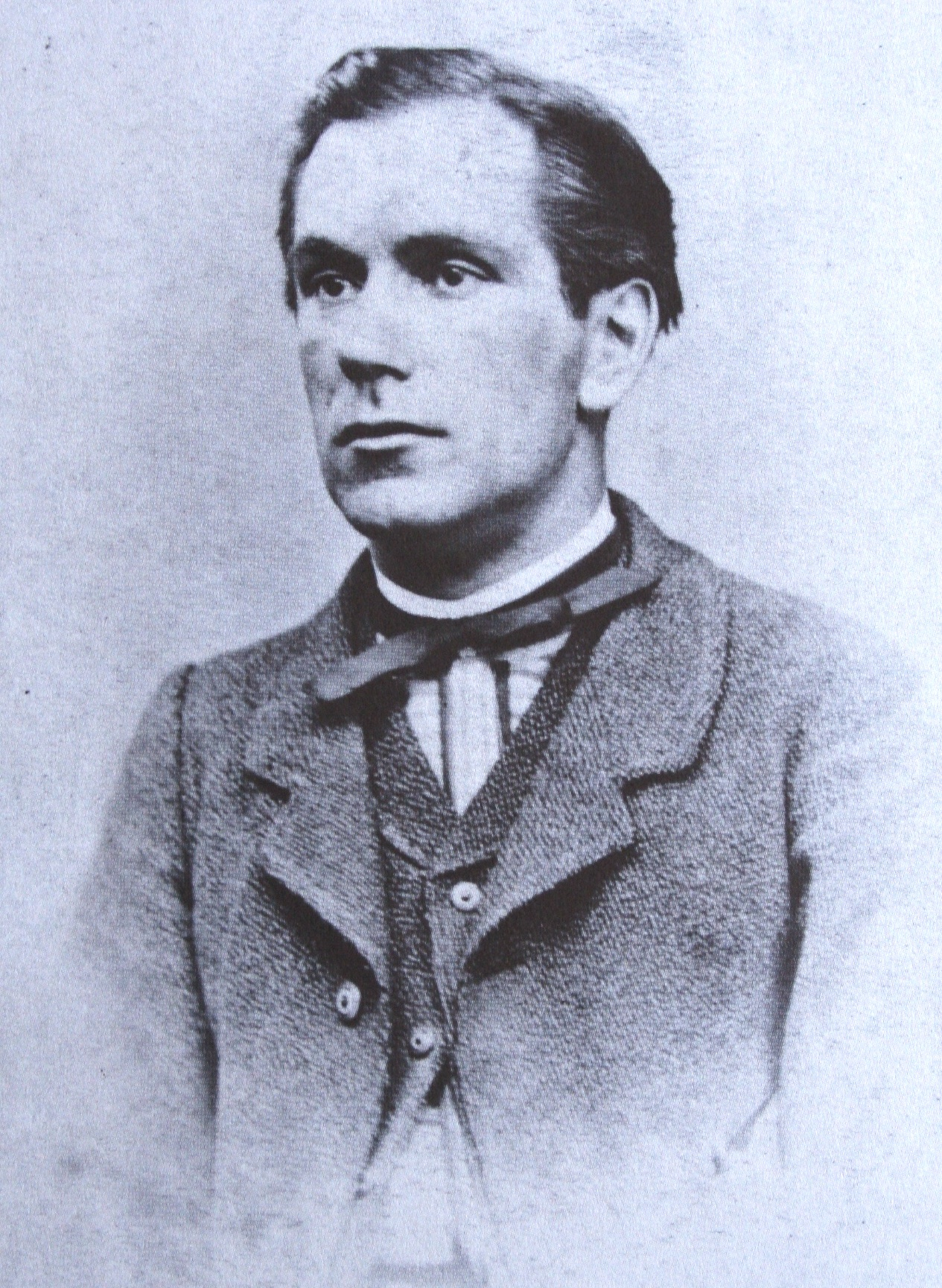
Walter Candrian
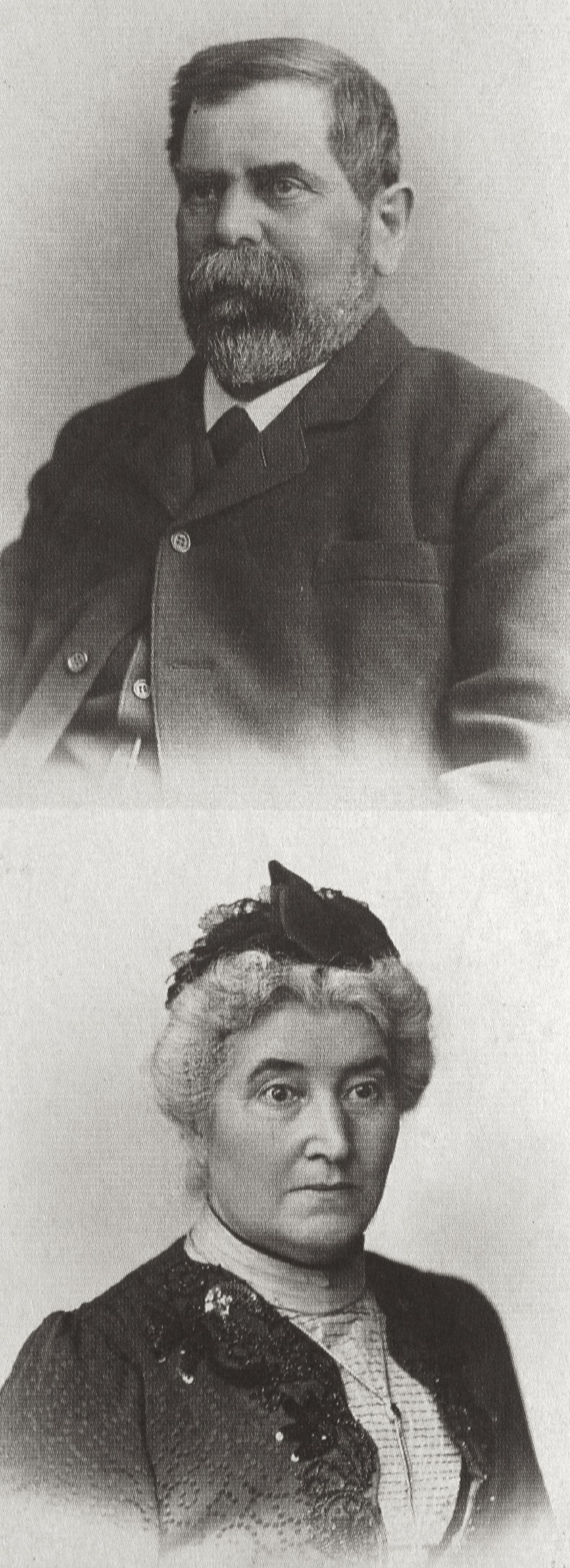
Mathias und Anna Candrian-Bazzell
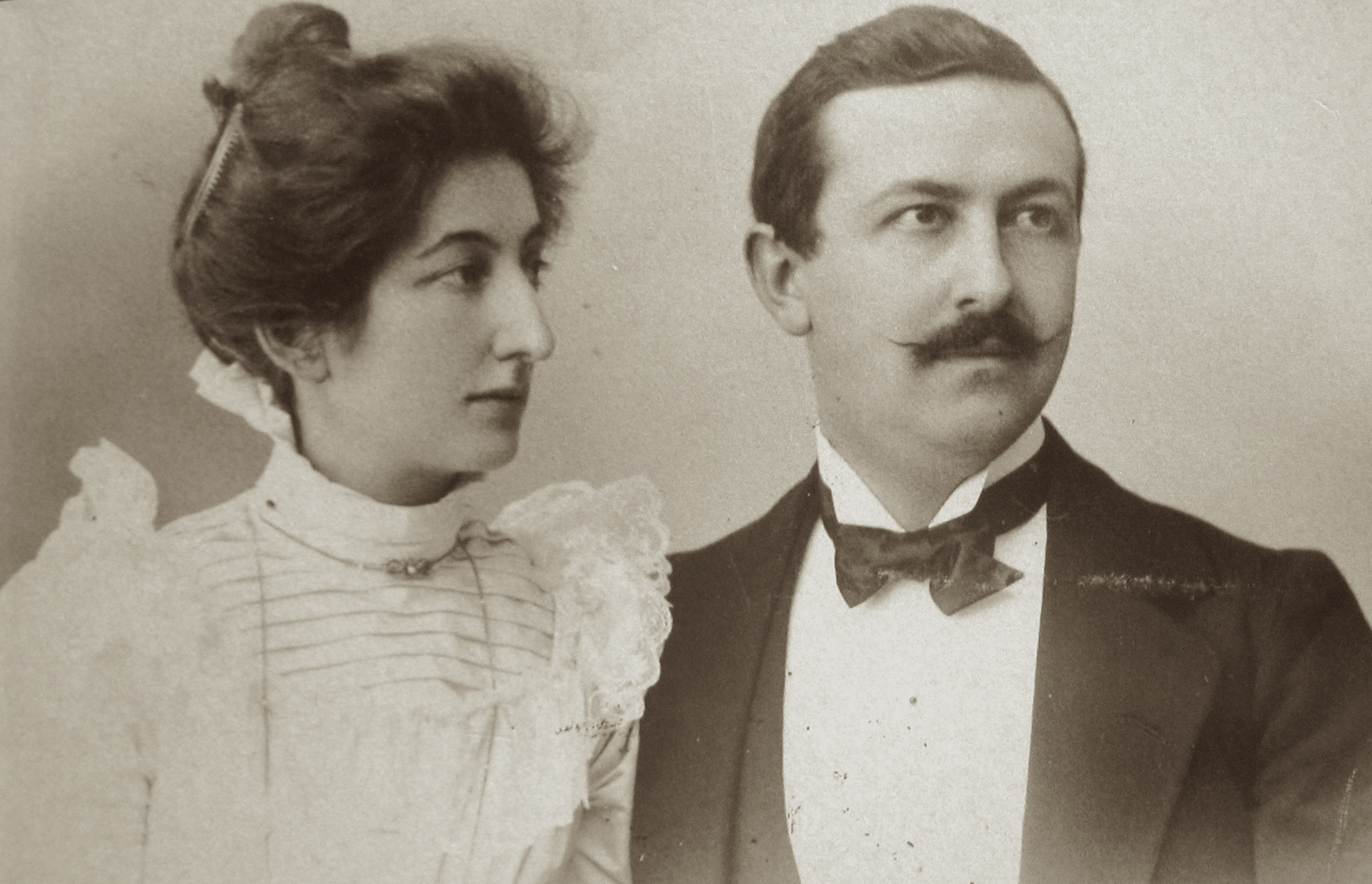
Mengia und Daniel Schmidt-Candrian 1899
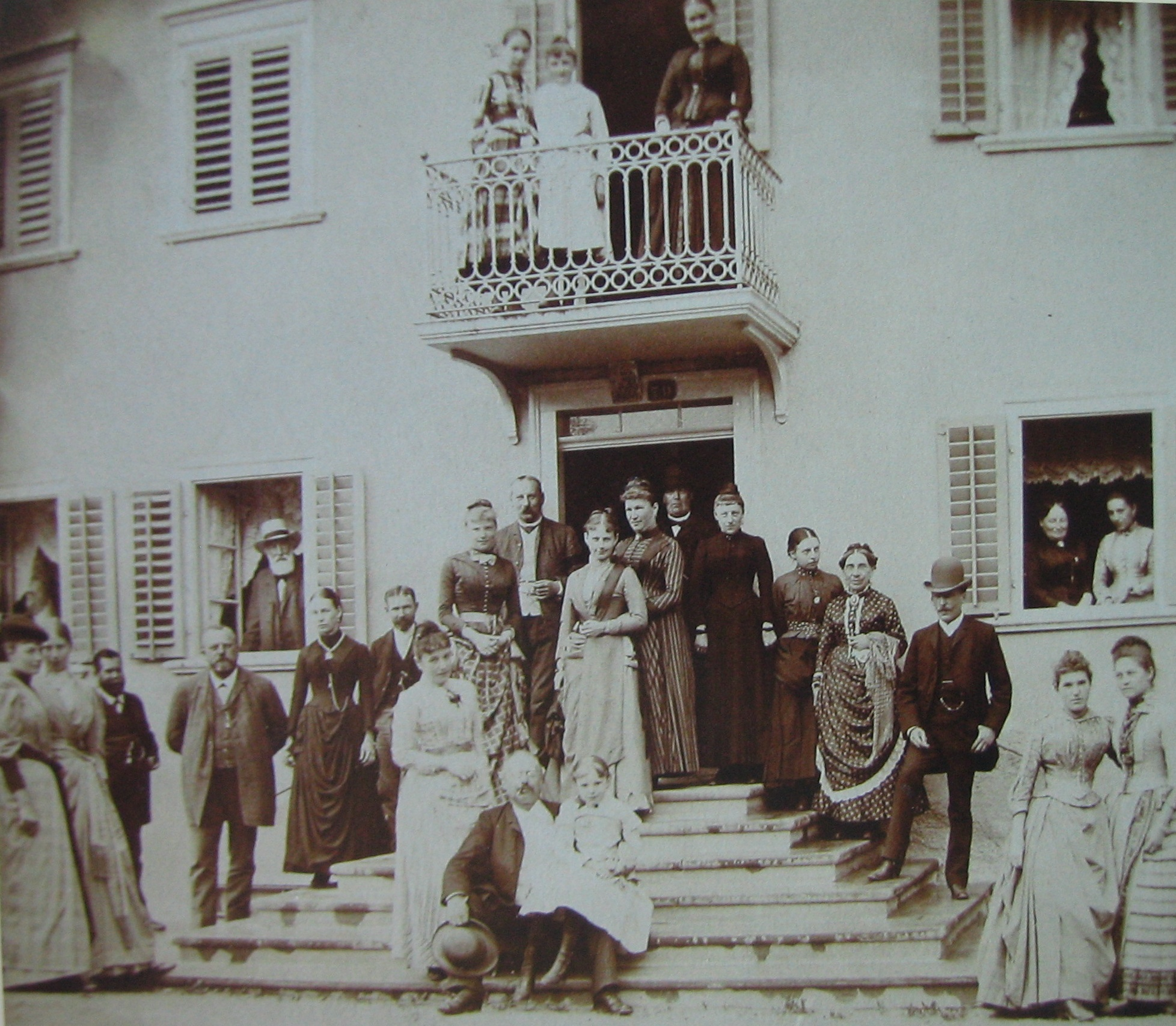
1873: Gäste vor dem Hotel

### Hotel Schweizerhof
1901, zur Blütezeit der Belle Epoque, verkaufte Anna Candrian das «Segnes» mit viel Land für 240'000 Franken an die «Kur- und Seebadanstalt Flims-Waldhaus», die 1877 das Waldhaus gebaut hatte. Der Erlös wurde in den Bau neuer Hotels investiert: Tochter Eva kaufte das Hotel «Adula», und Mengia (1873–1962) baute zusammen mit ihrem Mann Daniel Schmidt (1872–1946) den «Schweizerhof». An der Stelle, wo das Hotel heute steht, lag ein grosser Felsen, der 1902 gesprengt wurde. Aus seinen Trümmern wurde der «Schweizerhof» erbaut und 1903 eröffnet. In den gemeinsamen Räumen gab es Petroleumlampen, in den Zimmern Kerzen. Elektrisches Licht wurde 1904 installiert, das Telefon ein Jahr später. 1906 entstanden als Dependancen in unmittelbarer Nachbarschaft die beiden Villen Helvetia und Gentiana.
Die Zeit vor dem Ersten Weltkrieg war eine der erfolgreichsten in der Hotelgeschichte. Zwei Mal in der Woche gab es einen Hausball, Bridge-, Tennis- und Tanzlehrer standen den Gästen zur Verfügung. Albert Einstein verbrachte seine Ferien hier, Kaiserin Zita logierte in der Villa Gentiana und König Albert von Belgien und seine Frau stiegen inkognito hier ab. Der König, ein passionierter Kletterer, soll täglich mit dem Flimser Bergsteiger Brun im Segnesgebiet herumgeklettert sein.
Während des Krieges mussten viele Hotelbetriebe aufgeben, da die Gäste ausblieben. Der «Schweizerhof» überlebte dank dem Engagement der Familie, die ihn führte. Nach dem Tod von Daniel Schmidt 1946 führten Mengia Schmidt und ihre Tochter Carla (1906–1979) das Hotel. Seit 2008 wird es in der vierten Generation von Sandra Stahl und Christoph Schmidt geführt, die Therese und Rudolf Schmidt ablösten. Sämtliche Aus- und Umbauten ordnen sich dem historischen Bau unter, so dass dessen Charakter innen und aussen erhalten geblieben ist.
Im 1992 entstandenen Film Zwischensaison des 1941 geborenen Daniel Schmid (Bruder von Rudolf Schmidt) sind dessen Kindheitserinnerungen in diesem Hotelbetrieb zu träumerischen Bildern verarbeitet.

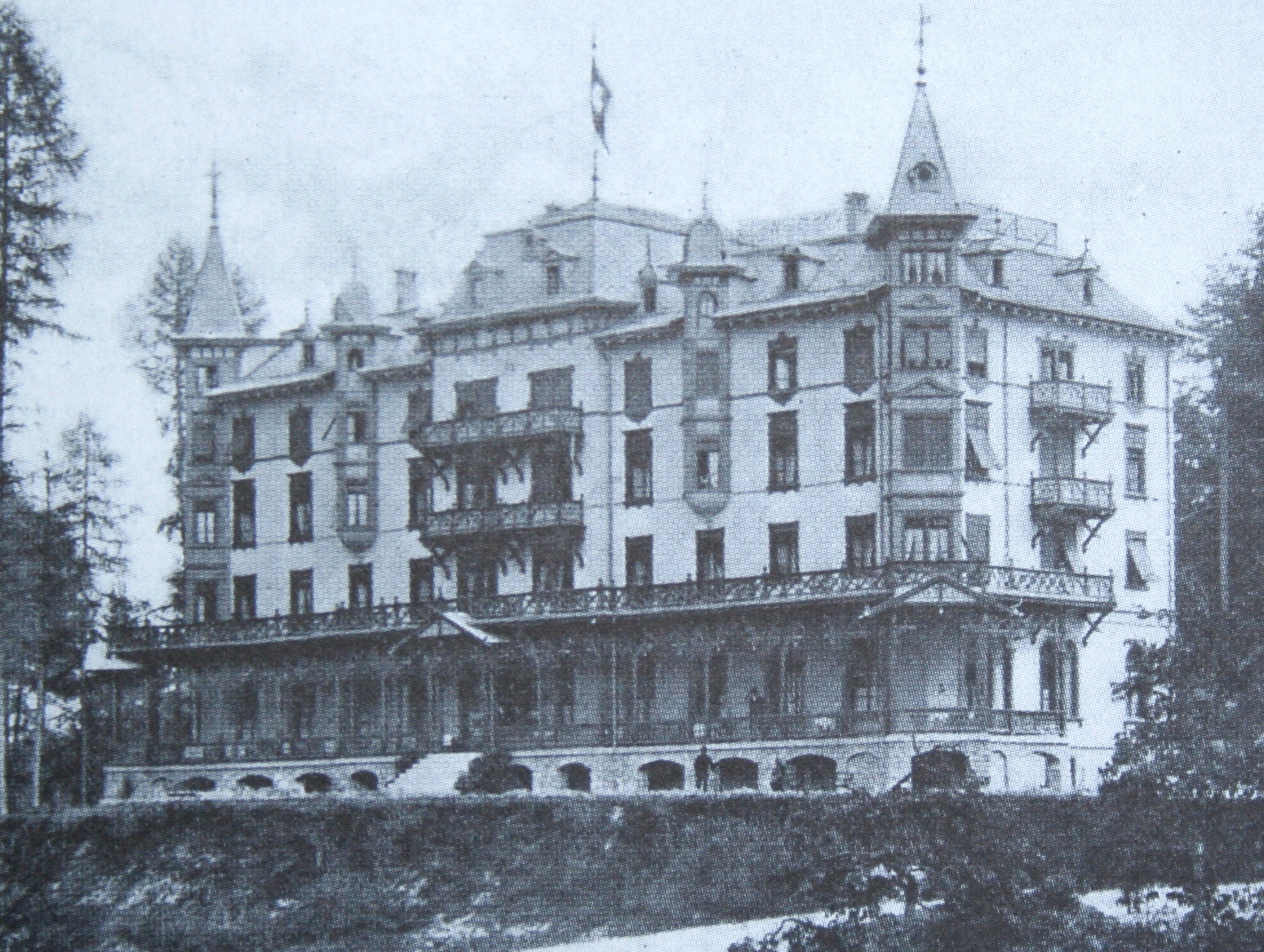
Hotel Schweizerhof
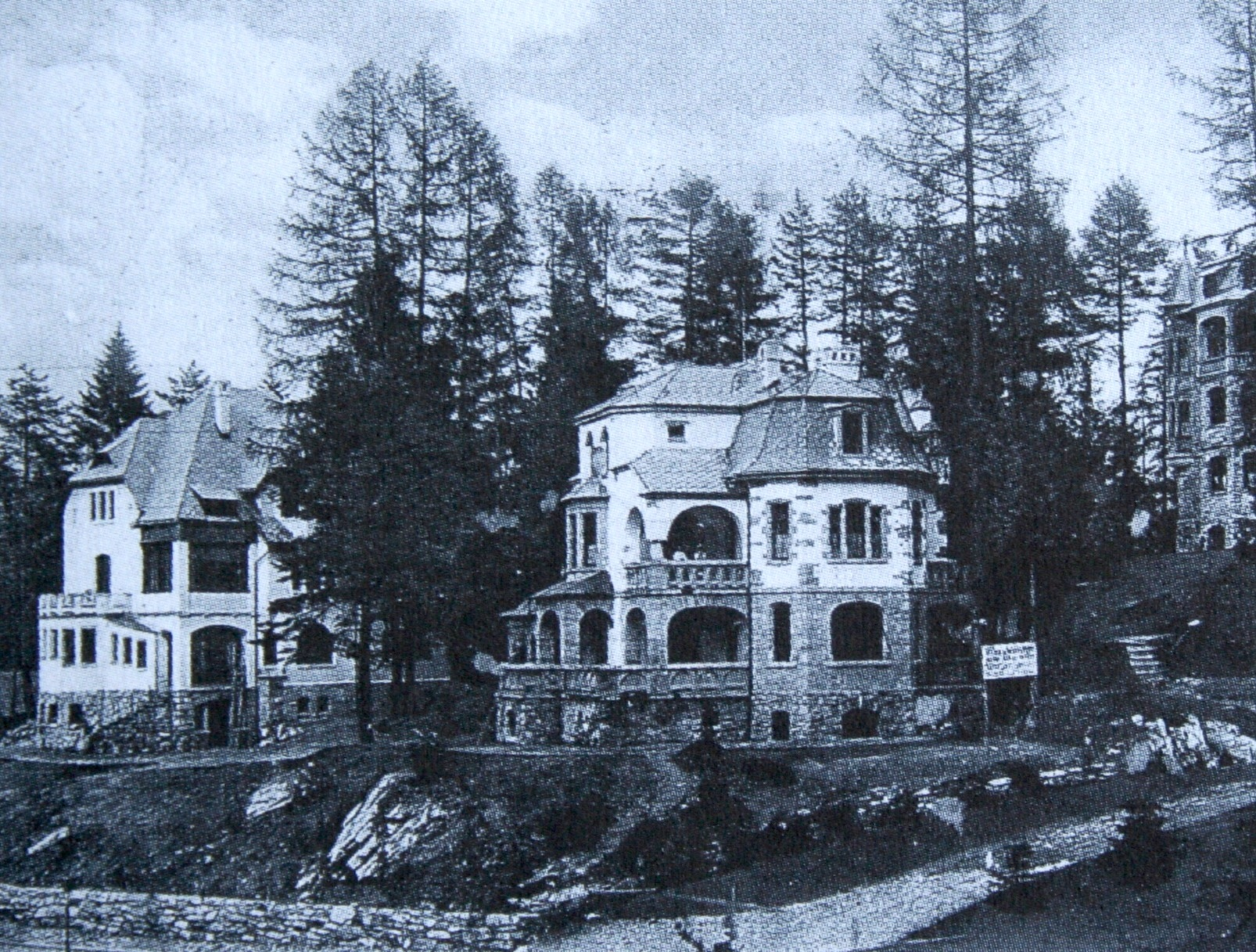
Helvetia und Gentiana
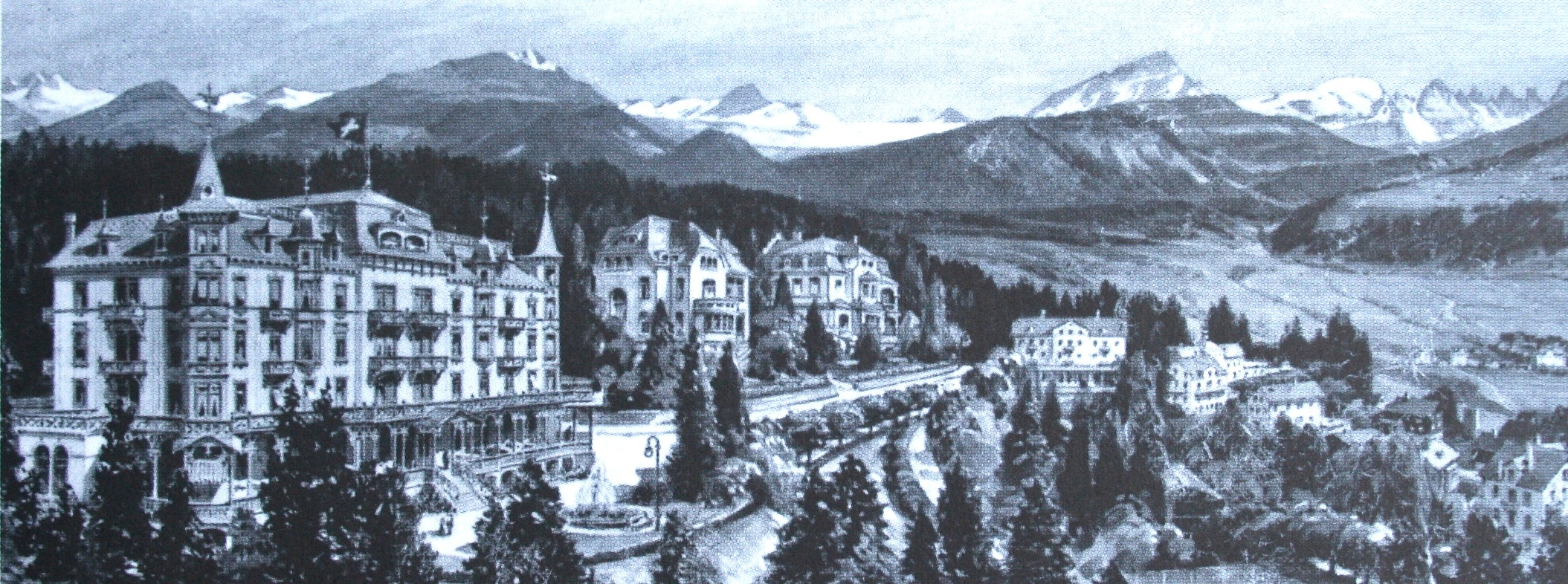
«Schweizerhof» und die Villen Helvetia und Gentiana
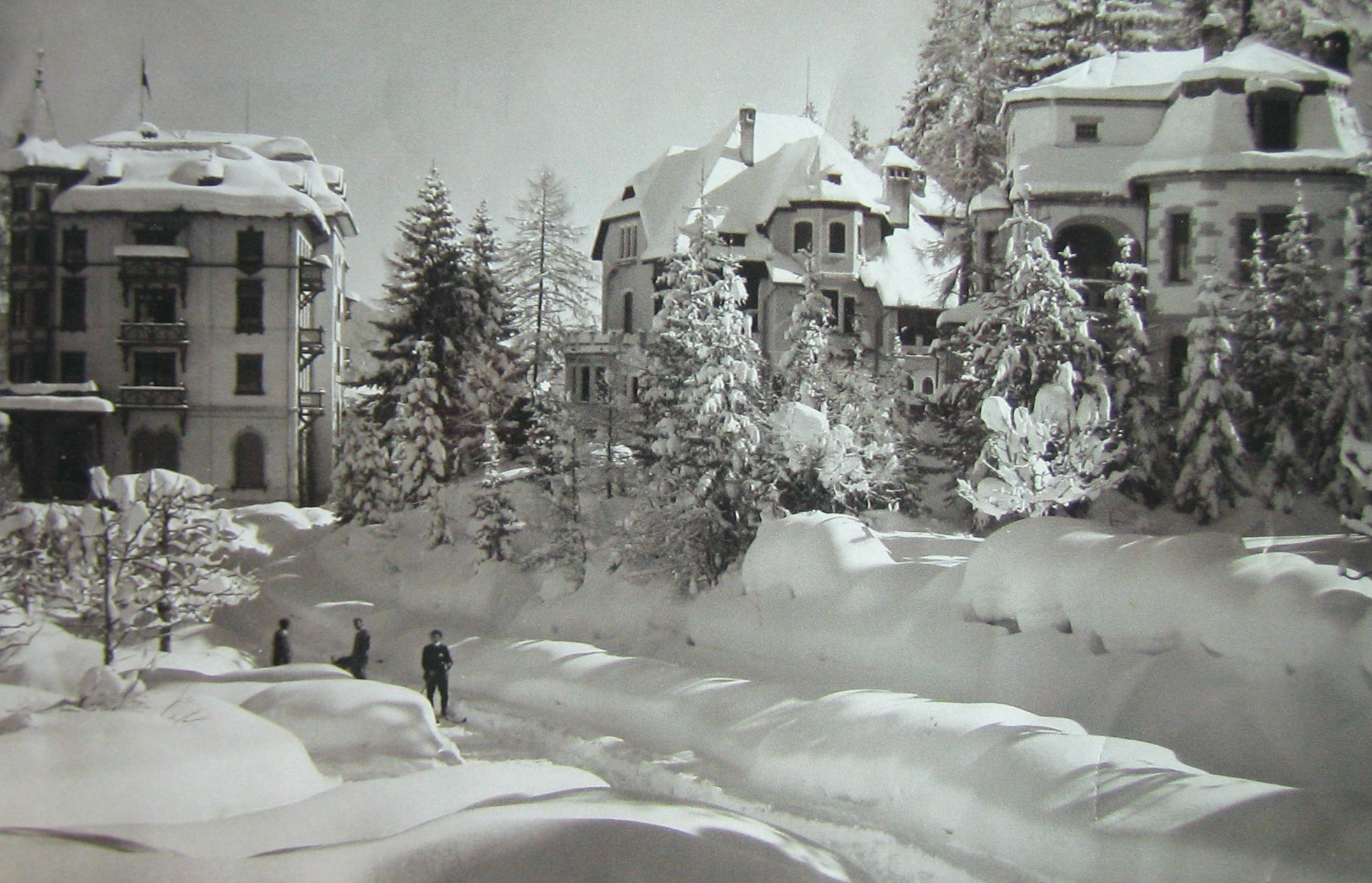
Winter 1912